# Baculum ramosum
Baculum ramosum är en insektsart som först beskrevs av Henri Saussure 1861.  Baculum ramosum ingår i släktet Baculum och familjen Phasmatidae. Inga underarter finns listade.